# ال مارتین
اَل مارتین (انگلیسی: Al Martin؛ ۱ ژانویه ۱۸۹۷ – ۱۰ اکتبر ۱۹۷۱) فیلم‌نامه‌نویس بود.
از فیلم‌ها یا مجموعه‌های تلویزیونی که وی در آن‌ها نقش داشته‌است، می‌توان به جنگل گمشده، دزدان دریایی، عملیات کارگر مزرعه، قانون وحش، مریخی محبوب من و تارزان اشاره نمود.